# Bruno Moeller (Eisenbahner)
Bruno Moeller (* 20. März 1875 in Niebudszen im Landkreis Gumbinnen; † 1952) war ein deutscher Eisenbahnbeamter.

## Leben
Nach dem Abitur an der Friedrichsschule Gumbinnen studierte Bruno Moeller Rechts- und Staatswissenschaften an der Albertus-Universität Königsberg. 1893 schloss er sich dem Corps Littuania an. Nach beiden Staatsexamen trat er als Regierungsassessor in den Dienst der Preußische Staatseisenbahn-Verwaltung. Nach Tätigkeiten als „Hilfsarbeiter“ bei einer Eisenbahndirektion wurde er zum Vorstand eines Eisenbahnverkehrsamtes befördert. Hieran schlossen sich die Berufung zum Mitglied einer Eisenbahndirektion und Beförderung zum Regierungsrat an, bevor er zum Ministerialrat im Reichsverkehrsministerium ernannt wurde. 1920 wurde er in den Dienst der Deutschen Reichsbahn übernommen. Seit dem 1. August 1922 bis zu seiner Pensionierung 1938 war er Präsident der Reichsbahndirektion Königsberg.
Moeller war Rittmeister der Reserve im Dragoner-Regiment Nr. 11. Er war Vorsitzender des Aufsichtsrates der Kraftverkehrsgesellschaft Ostpreußen und der Ostpreußenwerk AG. 1930 war er von der Provinzialsynode der Kirchenprovinz Ostpreußen gewähltes Mitglied der Generalsynode der Evangelischen Kirche der Altpreußischen Union. 1951 beteiligte er sich in Hamburg als Alter Herr an der Errichtung des Königsberger Traditionscorps Albertina.

## Auszeichnungen
- Dr.-Ing. E. h. der Technischen Hochschule Danzig
- Landwehrdienstauszeichnung II. Klasse
- Eisernes Kreuz II. und I. Klasse
- Wilhelmskreuz (Württemberg)
- Bayerisches Verdienstkreuz
- Verdienstkreuz für Kriegshilfe (Preußen)

## Schriften
- Bruno Moeller, Otto Autrum: Reichsbahn und Reichspost im ostpreussischen Wirtschaftsleben, 1935